# Rivarennes (Indre)
Rivarennes è un comune francese di 602 abitanti situato nel dipartimento dell'Indre nella regione del Centro-Valle della Loira.

## Società

### Evoluzione demografica
Abitanti censiti